# 키클라데스 제도
키클라데스 제도/키를라데스 현(그리스어: Κυκλάδες, 영어: Cyclades) 또는 퀴클라데스 제도는 에게해에 있는 그리스의 군도이다. 그리스 본토의 남동쪽에 있으며, 그리스의 행정 구역상 현의 하나이기도 하다. 이 지명은 그리스의 신화, 역사, 고고학에서 가장 중요한 장소들 중의 하나인 델로스 섬의 '주위'(그리스어: κυκλάς 키클라스[*], 영어: around)에 있다고 하여 붙여진 것이다. 키클라데스 제도는 에게 고양이의 원산지이기도 하다.
키클라데스 제도는 220 여개 섬으로 이루어져 있으며, 주요 섬으로는 낙소스섬, 델로스섬, 미코노스섬, 밀로스섬, 산토리니섬, 세리포스섬, 시로스섬, 시키노스섬, 시프노스섬, 아나피섬, 아모르고스섬, 안드로스섬, 안티파로스섬, 에스카티섬, 이오스섬, 케아섬, 키몰로스섬, 키트노스섬, 티노스섬, 파로스섬, 폴레간드로스섬이 있다. 이 외 작은 섬에는 거의 사람이 살지 않는다.
시로스섬의 에르무폴리스는 키클라데스 현의 중심도시이자 행정 소재지이다.
키클라데스 제도는 화산섬인 밀로스섬과 산토리니섬(테라)을 제외하면 모두 바다로 가라앉은 바다 산맥의 꼭대기들이다. 이 지역의 기후는 보통 건조하고 온화하다. 토질이 비옥하지 못한 낙소스섬을 빼고 다른 지역에서는 농산물로 포도주, 과일, 밀, 올리브유, 담배를 생산한다. 고지대에는 기온이 더 낮지만 주로 쌀쌀한 날씨는 드물다.
| 낙소스델로스미코노스밀로스산토리니세리포스시로스시키노스시프노스아나피아모르고스안드로스안티파로스에스카티이오스케아키몰로스키트노스티노스파로스폴레간드로스class=notpageimage\| 키클라데스 제도의 주요 섬들: 키클라데스 제도라는 이름은 이들 섬들이 델로스섬의 '주위'(그리스어: κυκλάς 키클라스)에 있다고 하여 붙여졌다. |

## 같이 보기
- 에게
- 그리스의 섬 목록
- 미노스 화산 분화